# Арсений Раскин (тральщик)
«Арсений Раскин», МТ «Арсений Раскин» — морской тральщик проекта 266 (шифр «Аквамарин») Черноморского флота ВМФ СССР.

## Служба
Морской тральщик «Арсений Раскин» проекта 266 был заложен 15.01.1962 года на Средне-Невском ССЗ (заводской № 990), был спущен на воду 8.06.1965 года, вступил в состав Черноморского флота 30.09.1965 года.
Назван в честь Раскина Арсения Львовича, начальника Политуправления Черноморского флота
Бортовые номера 920(1990).
Входил в состав 115-го дивизиона тральщиков 20-й дивизии кораблей ОВР ЧФ.
Проходил боевые службы в переменном составе 5-й Средиземноморской эскадры кораблей ВМФ.
19 апреля 1990 года корабль был выведен из исключен из состава флота.